# ۱۲۴۳ (میلادی)
۱۲۴۳ (میلادی) هزار و دویست و چهل و سومین سال تقویم میلادی است.

## درگذشتگان
‎